# دکترین بتانکورت

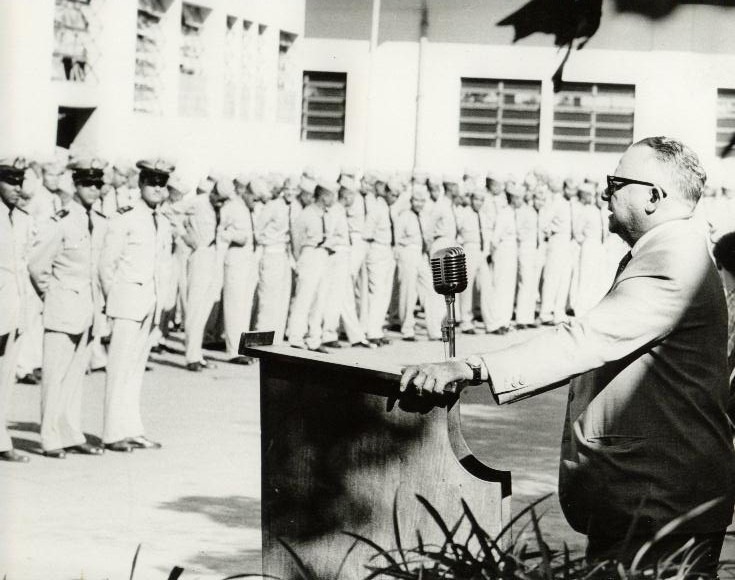
رومولو بتانکورت حین سخنرانی با یک گروه از افسران

دکترین بتانکورت (انگلیسی: Doctrina Betancourt)دکترین سیاست خارجی رومولو بتانکورت رئیس‌جمهور ونزوئلا است که گسیختگی روابط دیپلماتیک با دولت‌های بدون ریشه‌های دموکراتیک و دیکتاتوری را برقرار می‌کند.

## تاریخچه
هنگامی که بتانکورت مقابل کنگره جمهوری ونزوئلا و در کاخ فدرال مجلس قانوگذاری سوگند یاد کرد، او دیدگاه سیاسی خود را به صورتی روشن اعلام نمود و آنچه اکنون به عنوان دکترین بتانکورت شناخته می‌شود، که البته خودش آن را نفی می‌کرد، اما در کلمات زیر اعلام شده‌است:
ما خواهان همکاری با سایردولت‌های دموکراتیک، ازجمله آمریکا و از سازمان ملل متحد می‌خواهیم که سازمان‌های ایالات متحده حکومت‌های دیکتاتوری را از بندگی خود رها سازند؛ زیرا آنها نه تنها به عزت آمریکا منجر می‌شوند، بلکه به خاطر نقض ماده ۱ قانون اساسی بوگوتا، از OAS، که می‌گوید تنها دولت‌های مردمی و قابل احترام می‌توانند بخشی از این ارگانیسم باشند، از طریق تنها منبع قانونی قدرت که انتخابات آزادانه است. رژیم‌هایی که به حقوق بشر احترام نمی‌گذارند، آزادی‌های شهروندان خود و استبداد را با حمایت از سیاست‌های توتالیتر نقض می‌کنند، باید با یک طرحی صحیح ریشه‌کن شوند یعنی از طریق صلح آمیز وبا اقدامات قانونی جامعه جهانی.
بادکترینی که بتانکورت ارائه کرد، ونزوئلا روابط خوبش با دولت‌های دموکراتیک، به ویژه با دولت جان اف. کندی در ایالات متحده آمریکا، لوئیس مونوز ماین در پورتوریکو حفظ شد، مانوئل آویا کاماچو و آدولفو لوپز ماتوس در مکزیک و آلبرتو  کامارگو در کلمبیا. به نوبه خود، روابط دیپلماتیک خود را با دولتهای اسپانیا، کوبا، جمهوری دومینیکن، آرژانتین، پرو اکوادور،  گواتمالا، هندوراس و هائیتی برقرار کردند.